# حسن‌قشلاقی (خداآفرین)
حسن‌قشلاقی یکی از روستاهای استان آذربایجان شرقی است که در دهستان گرمادوز شرقی بخش گرمادوز شهرستان خداآفرین واقع شده‌است.